# Sigalit Landau
Sigalit Landau (Jerusalem, 1969) és una escultora i videoartista israeliana.

## Biografia
Nascuda a Jerusalem, Landau va passar diversos anys de la seva joventut al Regne Unit i els Estats Units: l'any 1993 va passar un any d'intercanvi a la Cooper Union School of Art and Design de Nova York, i l'any següent va finalitzar els seus estudis a l'acadèmia Bezalel d'art i disseny. Actualment viu i treballa a Tel-Aviv.
Inicia la seva carrera a mitjans dels noranta amb una obra que aborda la gestió de símbols, imatges i narracions pròpies de la seva condició històrica, personal i cultural. Amb suport vídeo fa escultura amb cossos vius i objectes que interactuen entre si. Les seves obres en vídeo condensen un temps en què les accions semblen no tenir ni principi ni fi; no són narratives sinó descriptives, com lletanies hipnòtiques i inquietants.
Landau descriu el seu treball com una "construcció de ponts": 
| « | Al meu (sub)conscient busco materials nous i vitals per connectar el passat i el futur, l'est i l'oest, el privat i el col·lectiu… Amb paraules disperses i fragmentades per tal de definir un munt d'objectes sense sentit i transformar-lo en un cúmul de somnis per influenciar l'horitzó incert. | » |
| — | |   |

## Exposicions destacades[calcitació]
- 1995 - Grrr… Har haBáyith, Israel Museum, Jerusalem (amb Gay Bar Amoz)
- 1997 - documenta 10, Kassel
- 1997 - Israeli Pavilion, Venice Biennale (amb Miriam Cabessa i Yossi Breger)
- 2002 - The Country, Alon Segev Gallery, Tel-Aviv
- 2005 - The Endless Solution, Helena Rubinstein Pavilion for Contemporary Art
- 2008 — Salt sails+Suger knots, kamel mennour, París
- 2008 - "Imaginary Coordinates," Spertus Museum, Chicago, IL
- 2008 — Projects 87, The Museum of Modern Art, Nova York
- 2007 — The Dining Hall, Kunst-Werke Institute for Contemporary Art, Berlín
- 2011 — One Man's Floor is Another Man's Feeling, Israeli Pavilion, Venice Biennale
- 2012— Angel Landry, Givon Gallery, Tel-Aviv
- 2012 — Soil. Nur.sing, kamel mennour, París.
- 2012 - Caryatid. The Negev Museum of Art, Beersheva, Israel
- 2013 - ‘The Ram in the Thicket’ Maison Hermes in Ginza, Tokyo. Curator: Reiko Setsuda
- 2013 - ‘ZBIB EL-ARD' Har-El Printers & Publishers, Jaffa. Curator: Matti Harel
- 2014 - MACBA

## Premis[calcitació]
- 1993 Premi Escultura Fons Nacional Jueu
- 1994 Fons Cultural Amèrica-Israel
- 1994 Premi Mary Fisher, Acadèmia Bezalel d'Art i Disseny, Jerusalem
- 1996 Ineborg Bachman Beques
- 1998 Artista en Residència a la Col·lecció Hoffmann, Berlín
- 1999 Primer Premi en la Competència britànica pel diari Artangel i Londres "The Times"
- 1999 Premi Adquisició 2001, Museu d'Art de Tel-Aviv, Tel-Aviv
- 2001 Premi per a un artista jove, Ministeri de Ciència israelià, Cultura i Esport
- 2003 Amèrica-Israel Cultural Fundació Janet i George Jaffin Premi Beca
- 2003 Residency, Iaspis - El Programa Internacional d'Artistes d'estudi, Estocolm
- 2004 Nathan Fundació Gottesdiener, El Premi d'Art d'Israel, Museu d'Art de Tel-Aviv, Tel-Aviv
- 2004 Premi Beatrice S. Kolliner per jove artista israelià, Museu d'Israel, Jerusalem
- 2007 El Dan Sandel i el Premi d'Escultura Fundació de la Família Sandel, Museu d'Art de Tel-Aviv

## Galeria

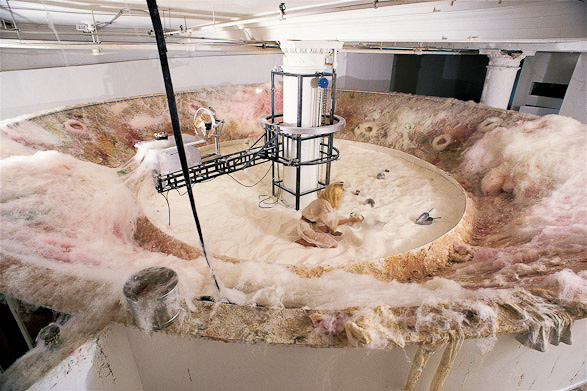
Waxing Space (2001), Nova York
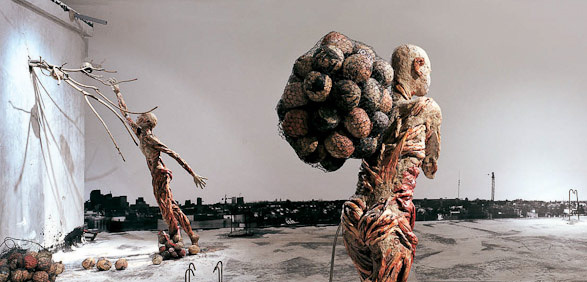
The Country (2002), Alon Segev Gallery, Tel-Aviv-Yaffo
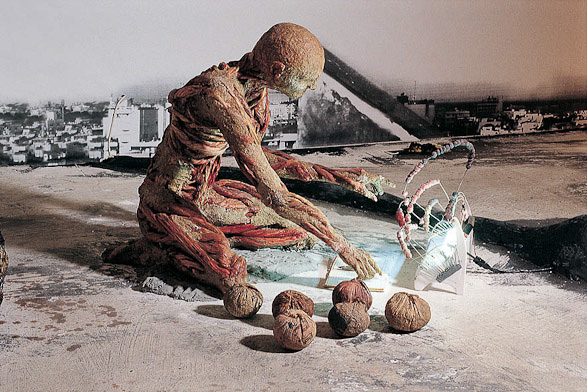
The Country (2002), Alon Segev Gallery, Tel-Aviv-Yaffo
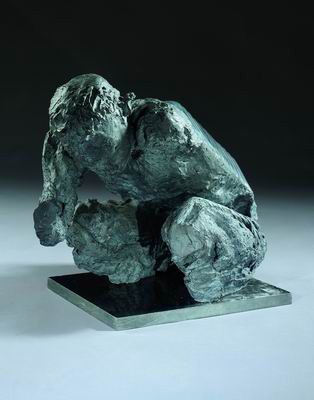
Rose Bleed (2003), Museu d'Israel, Jerusalem
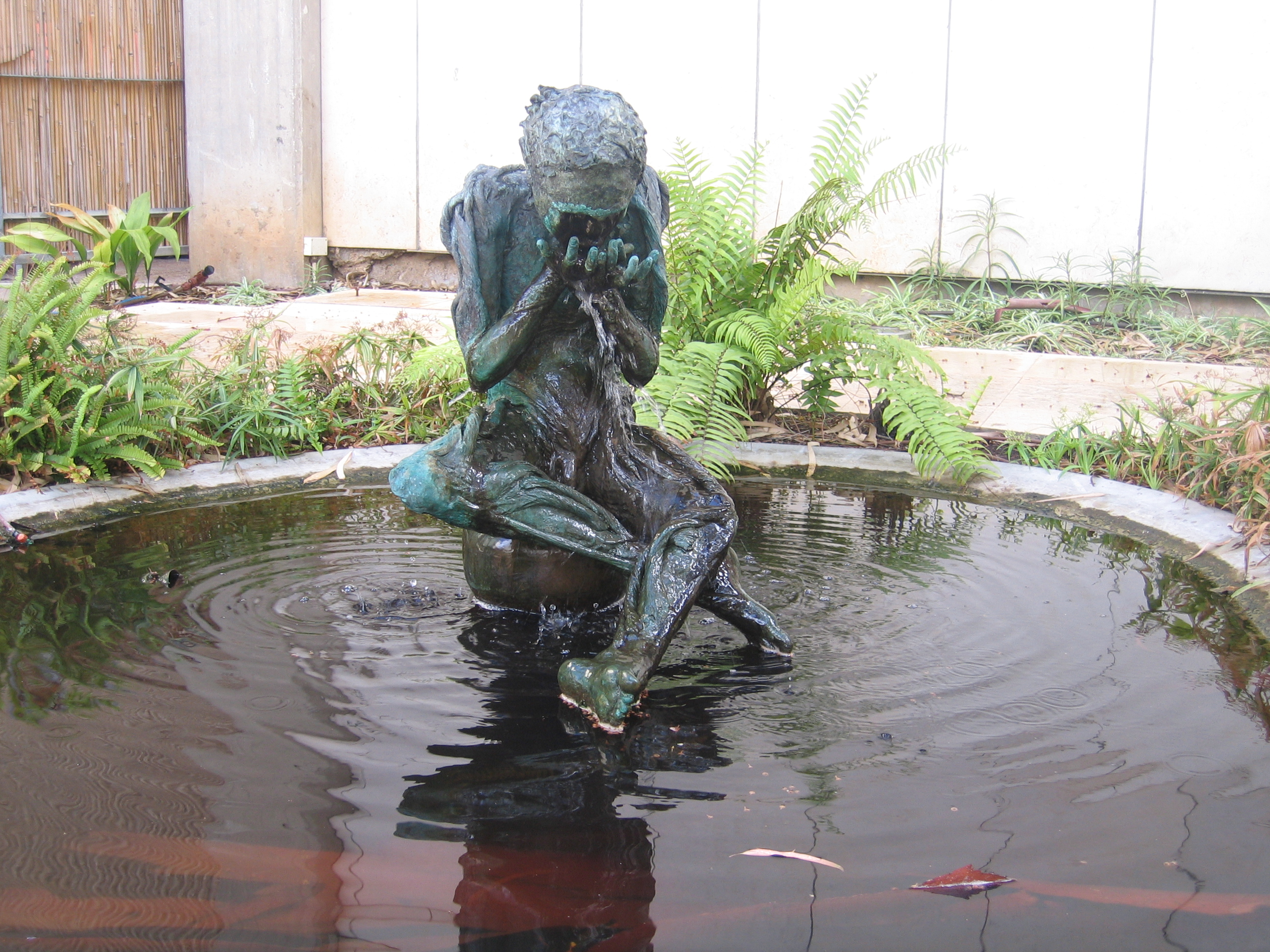
Cry Boy, Cry (2004), Museu d'Art de Tel-Aviv
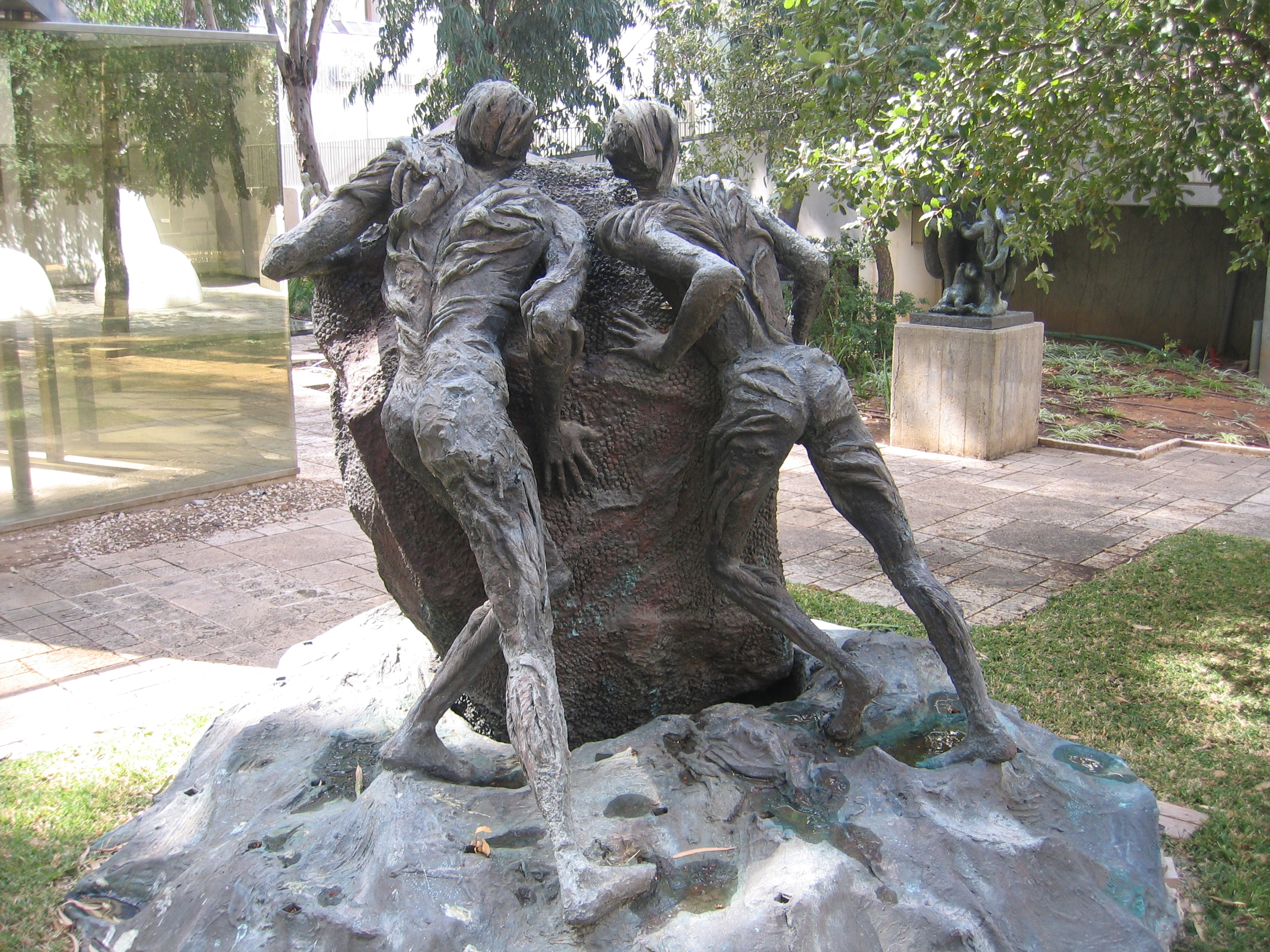
Sísif i Jacob (2005), Museu d'Art de Tel-Aviv
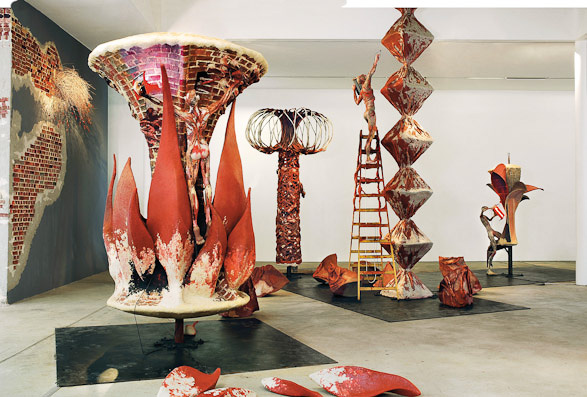
El menjador (2007), Institut d'Art Contemporani de Berlín
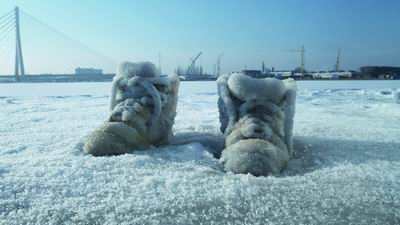
Salted Lake (Salt Crystal Shoes on a Frozen Lake) (2011), Museu d'Israel, Jerusalem